# 香港旗

別タイプの縦横比2:3の香港旗

香港旗（ホンコンき）は、イギリス統治下の香港で使用されていた旗。中国語では港英旗（こうえいき）とも称される。もともとは香港政庁が使用するものであったが、香港返還後は中華人民共和国（中国）が推進する香港の中国化に反対する意思の象徴として香港の独立派や非建制派が使用している。

## 歴史的な旗
イギリス統治時代、香港政庁の旗は3回に渡って変更が加えられ、最新の香港旗は1959年7月27日に制定された。

?1870年から1876年までの旗
?1875年から1955年までの旗
?1955年から1959年までの旗

## 使用
香港旗はイギリス植民地権力が使用する旗であり、1997年の香港返還後は使用されなくなっていた。だが、2010年に香港の抗議活動で使用されのを皮切りに、2020年の香港国家安全維持法制定・施行まで、香港の中国化に反発する数多くのデモ活動・反対運動で使用されてきた。
建制派は香港旗を「植民地時代への郷愁」（中国語：戀殖）の表れであると見なし、范徐麗泰は旗の使用者が「植民地時代への回帰を目指している」と非難してきた。だが、香港旗を掲げるグループの発起人であるダニー・チャン（Danny Chan）は、香港がイギリスに再び支配されることを望んでいないと前置きした上で、「香港旗は、香港の状況が返還以降自由や経済状況等の面で下り坂の一途をたどっており、一国二制度で保証されていたはずの香港における法の支配が中国政府に浸食されてきたことに対する怒りの象徴だ」とAFPの取材に語っており、香港独立運動の活動家である鍾翰林も建制派が主張する「イギリスへの回帰」という願望を否定した上で、「現在の香港の旗（バウヒニア旗）の使用は『中国の特別行政区の一つである香港（現行の政治体制の香港）』を承認することに等しいため容認できず、一方で非建制派の各派から広範な合意を得られるような旗をデザインすることができなかった為、消極的な選択によって使用されるようになった」と主張している。ただし、香港旗の使用は非建制派から必ずしも支持を受けている訳ではなく、現行制度の置き換えを求める社会民主連線の呉文遠は「イギリス植民地時代は1980年代後半まで自由が無く香港人の権利も否定されていた時代であるため、中国政府に対する世論の感情は理解するものの、人々が植民地時代を懐かしむのは香港にとって非常に悲しいことだ」と述べている。いずれにせよこのような経緯から、香港旗は2010年代の香港で香港本土派と香港独立派の双方が受け入れられる旗として機能してきた。
2020年の香港国家安全維持法施行後、非建制派への取り締まりが強化されると共に香港旗を使用した政治活動も姿を消した。だが、2022年にエリザベス2世女王が死去した際、在香港イギリス領事館の追悼現場に香港旗が置かれたことが確認さており、今なお香港旗が中国政府と建制派の強権的な同化政策に対する抵抗の象徴となっていることがうかがえる。

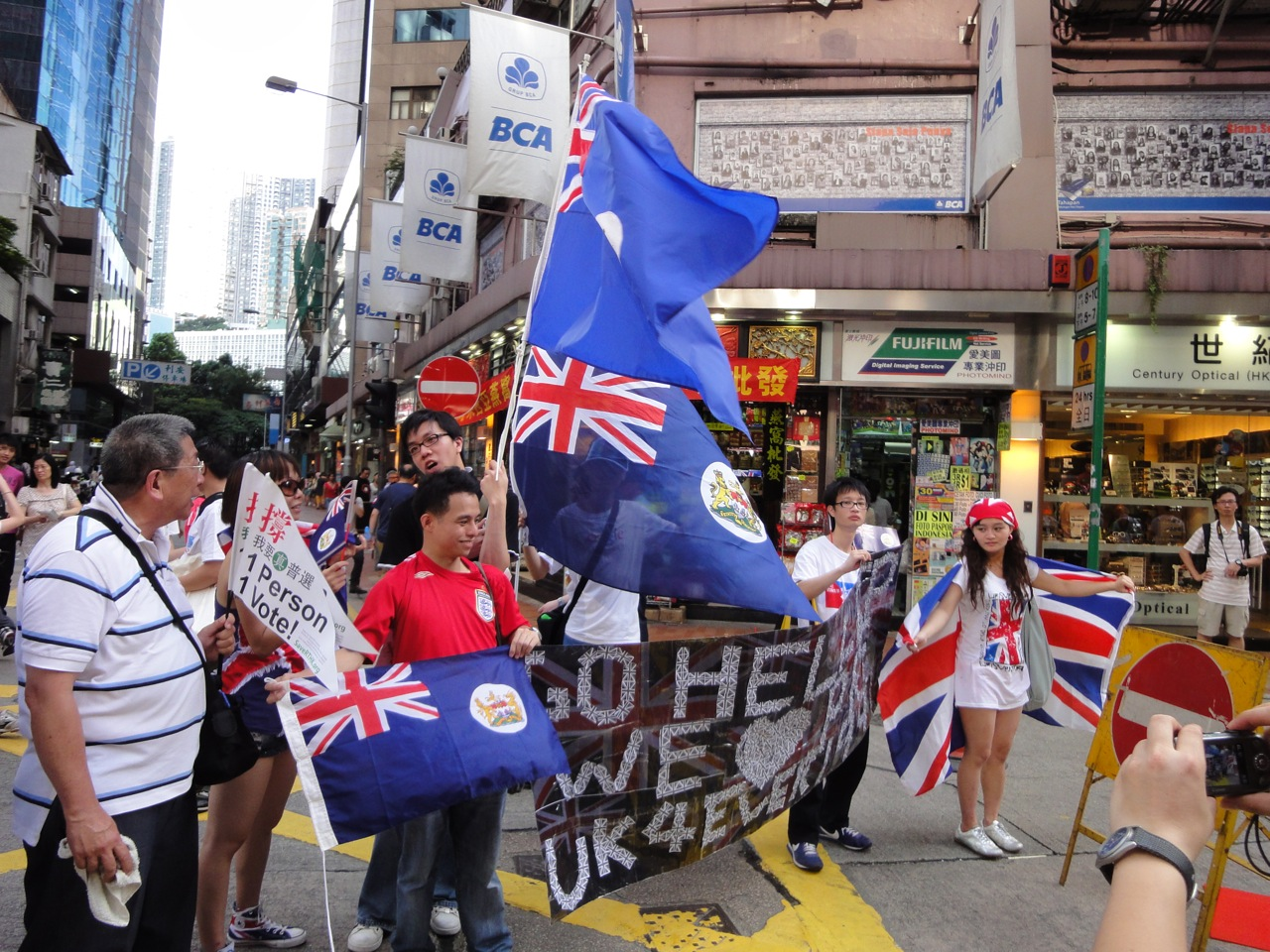
2010年の七一デモ（広東語版）で使われた香港旗
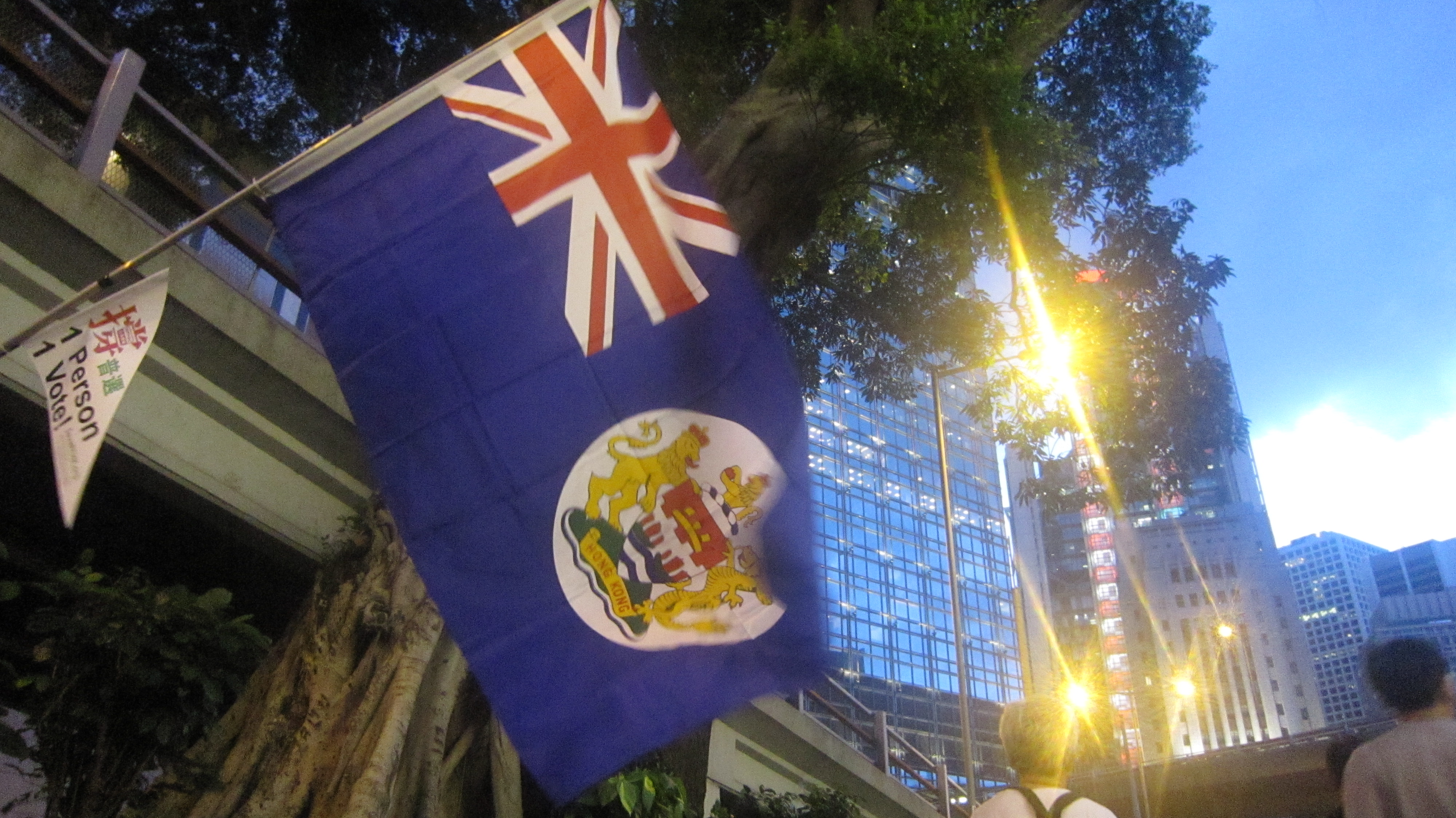
2011年の七一デモで使われた香港旗
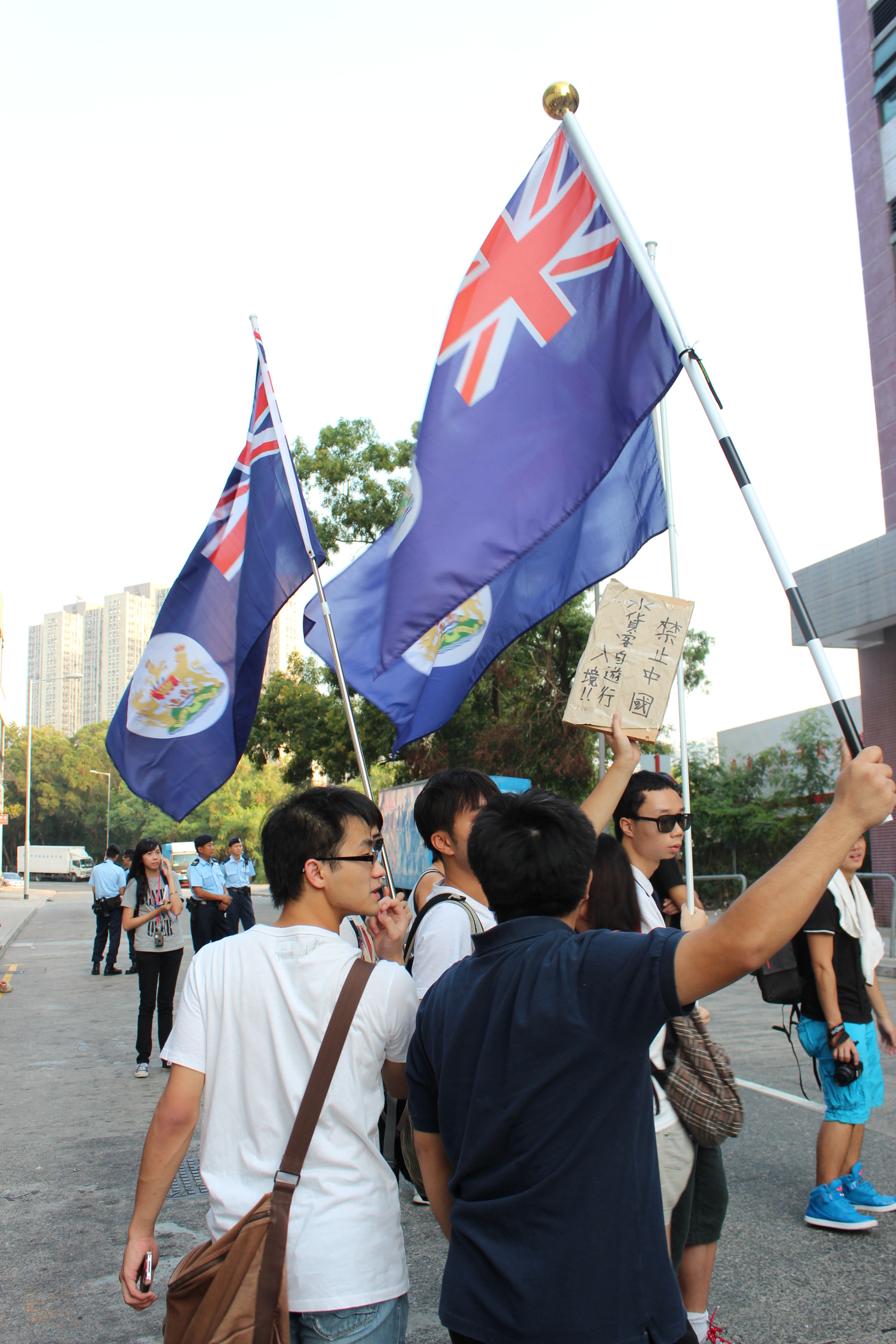
2012年に上水駅で行われたデモ
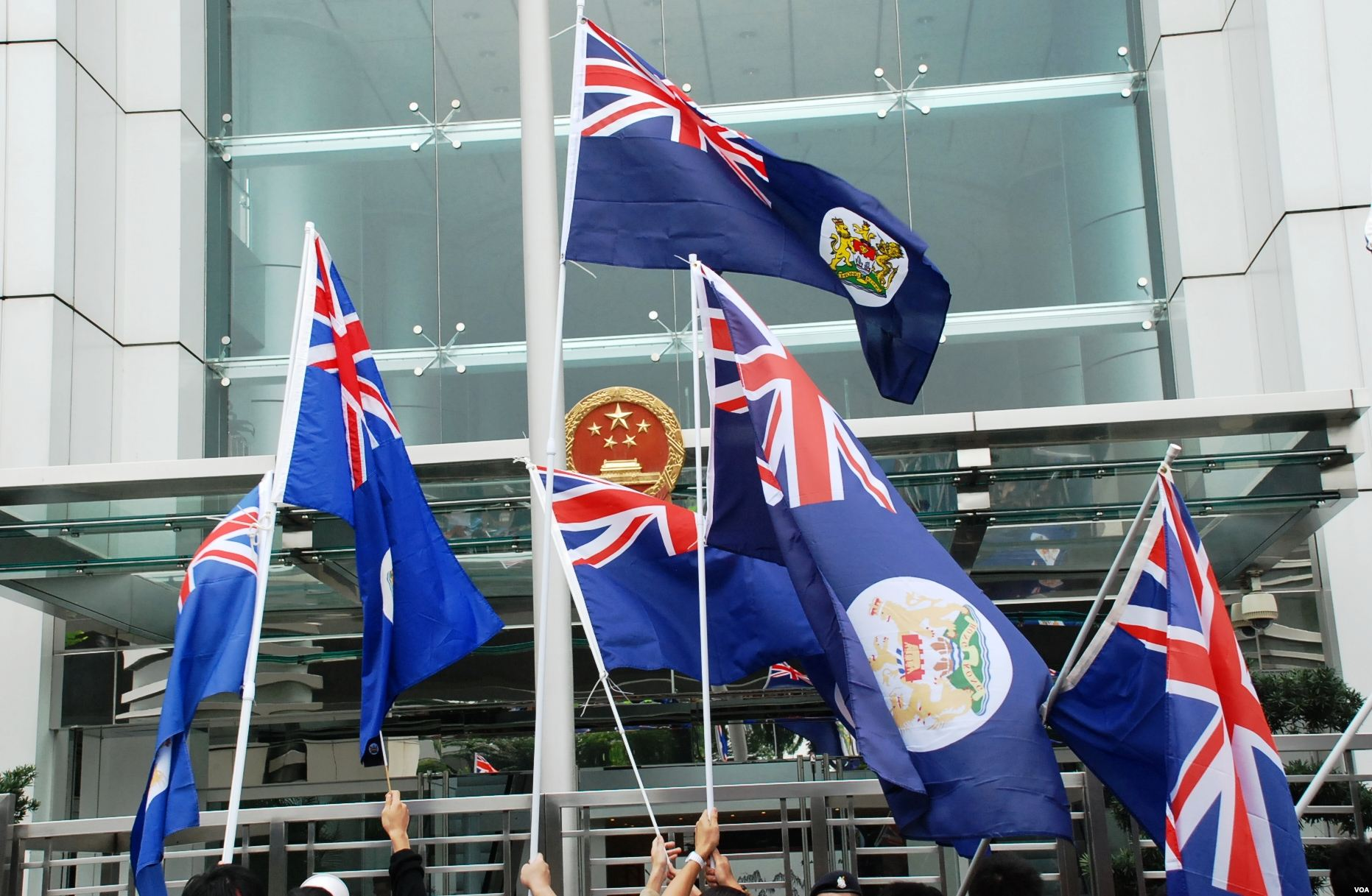
デモ隊が中央政府駐香港連絡弁公室の前で香港旗を掲げた様子（2012年）
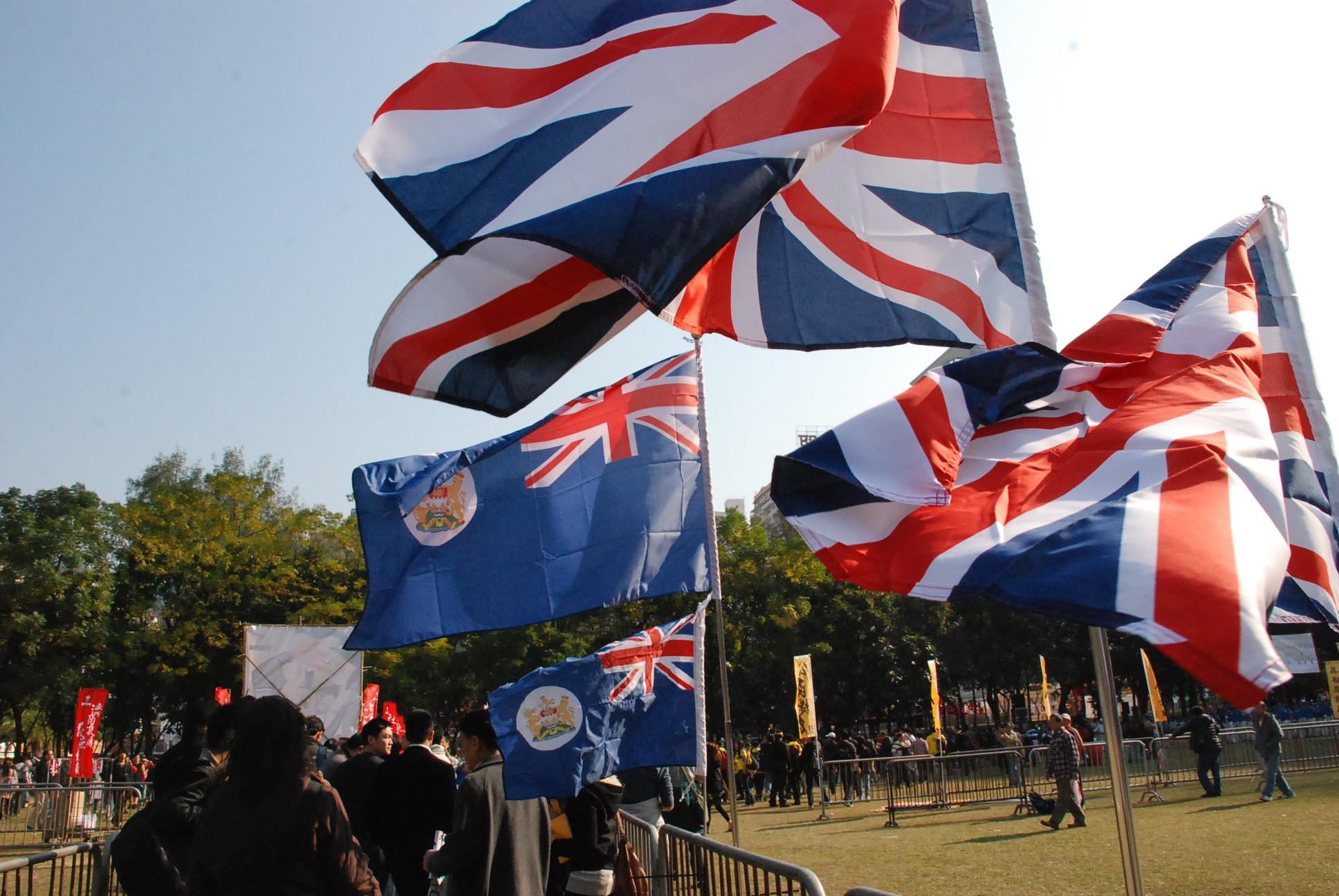
2014年元旦のデモで掲げられた香港旗とユニオンジャック
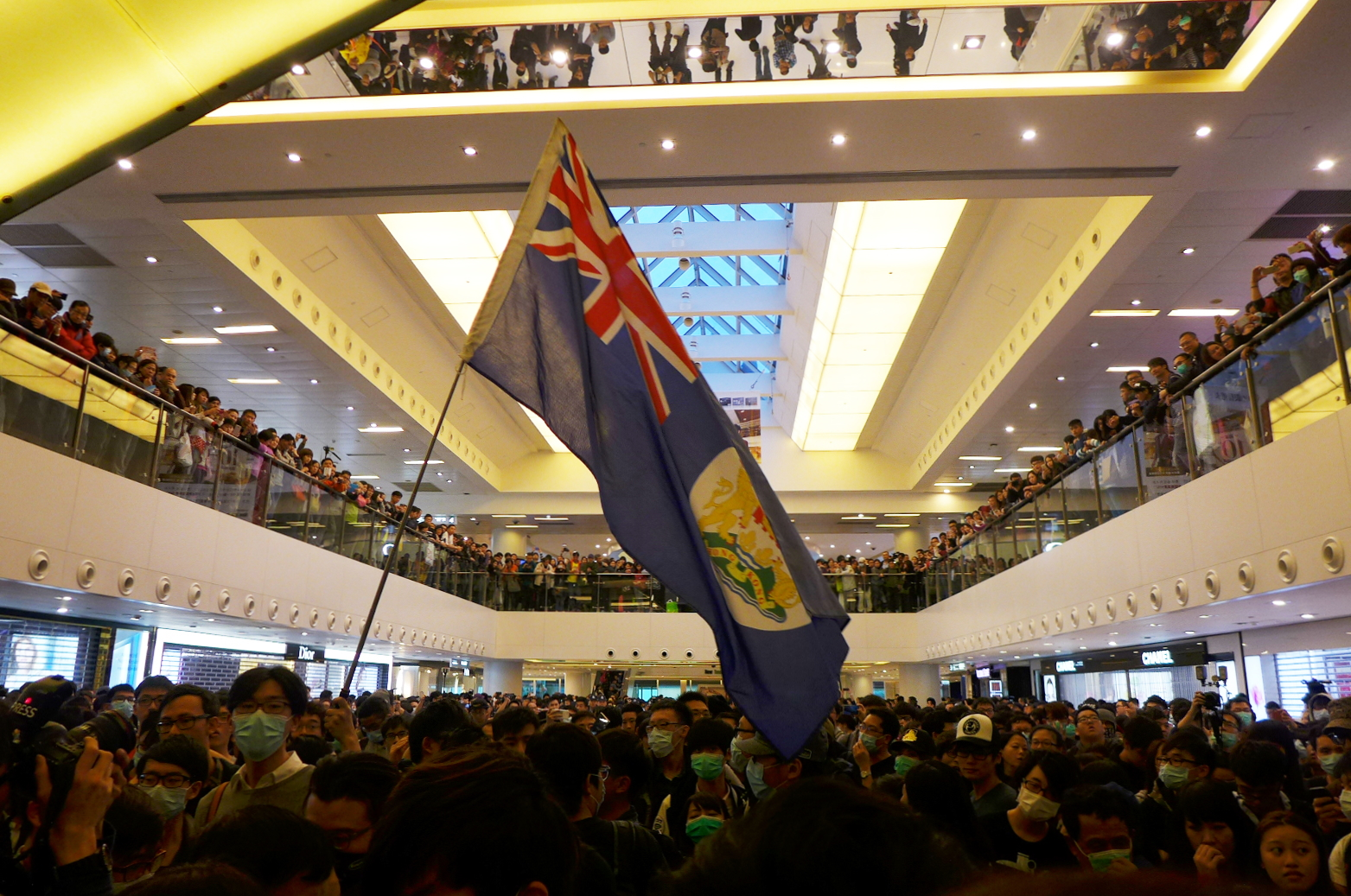
2015年にニュータウンプラザで開かれた抗議活動（捍衛沙田（中国語版））で掲げられた香港旗

## 政治的な抗議意思で使用されたその他の旗
香港旗以外では、香港旗のユニオンジャックを取り除き、紋章を旗の中央に配置した龍獅旗（りゅうしき：中国語版記事）が、2011年に香港のネチズンによって提案された。またそれら以外にも、2019年-2020年香港民主化デモの際には複数の旗が使用された。

龍獅旗
「光復香港、時代革命」の旗
黒バウヒニア旗
チャイナチの旗
青天白日満地紅旗：親中華民国派が使用した。